# الحرب الصينية البورمية
الحرب الصينية البورمية (بالصينية: 清緬戰爭، وبالبورمية: တရုတ်-မြန်မာ စစ် (၁၇၆၅–၆၉)، وتُعرف أيضًا بغزوات تشينغ لبورما أو حملة أسرة تشينغ على ميانمار) حرب نشبت بين أسرة تشينغ من الصين وأسرة كونباونغ من بورما (ميانمار). شنت الصين بقيادة الإمبراطور تشيان لونغ أربع غزوات على بورما بين 1765 و1769، وكانت من «الحملات العظيمة العشر» التي قام بها. ومع ذلك أحيانًا ما توصف الحرب -التي يقال إنها أزهقت أرواح ما يزيد عن 70,000 مقاتل صيني وأربعة قادة- بأنها «الحرب الحدودية الأكثر دموية التي شنتها أسرة تشينغ على الإطلاق»، وأنها الحرب التي «ضمنت استقلال بورما». كان دفاع بورما الناجح أساس الحدود الفاصلة حاليًّا بين البلدين.
في البداية، توقع الإمبراطور حربًا سهلة، ولم يرسل إلا القوات القياسية الخضراء المتركزة في يونان (الصين). كان غزو تشينغ ردًا على انتشار غالبية القوات البورمية في غزوتهم الأخيرة في سيام. ومع ذلك، انتصرت القوات البورمية المتمرسة في أول معركتَين في 1765–1766 و1766–1767 على الحدود. زادت حدة الصراع الإقليمي في هذه الآونة حتى وصل لحرب كبيرة اشتملت على مناورات عسكرية على الصعيد الوطني في كلا البلدين. أما الغزو الثالث (1767م–1768م) فقاده نخبة من رجال الرايات التابعين لمانشو، وقد نجحوا تقريبًا وتوغلوا في عمق وسط بورما في مسيرة استغرقت بضعة أيام من العاصمة إيفا (إنوا). لكن رجال الرايات من شمال الصين لم يستطيعوا تحمل التضاريس الإقليمية غير المألوفة والأمراض المتوطنة الفتاكة، وطُرِدُوا مرة أخرى بخسائر فادحة. وبعد نجاته من الهلاك بأعجوبة، أعاد الملك هسينبيوشين نشر قواته من سيام حتى الجبهة الصينية. وقد فشلت القوات المشاركة في الغزوة الرابعة الكبرى ولم تتمكن من اجتياز الحدود. ومع محاصرة قوات تشينغ بالكامل، توصل قادة الحرب إلى هدنة لكلا الجانبين في ديسمبر عام 1769م.
أبقت تشينغ على تشكيلة عسكرية كبيرة في المناطق الحدودية عند يونان لعشر سنوات في محاولة لشن حرب أخرى مع فرض حظر على التجارة عبر الحدود المشتركة لعقدين من الزمن. انشغل البورميون بالتهديد الصيني، وأبقوا على سلسلة من الثكنات العسكرية على طول الحدود. وبعد عشرين عامًا عندما استأنفت بورما والصين العلاقات الدبلوماسية عام 1790م، نظر تشينغ للمشهد من جانب واحد على أن البورميين قد خضعوا وادَّعى النصر. ومن المفارقات أنَّ السياميين كانوا الطرف الرئيس المستفيد من تلك الحرب. وبعد أن سقطت عاصمتهم أيوثايا في أيدي البورميين عام 1767م، استعادوا معظم أراضيهم في السنوات الثلاث اللاحقة.

## خلفية
طالما كانت الحدود الصينية البورمية بلا تعريف محدَّد واضح. كانت أول غزوة من أسرة مينغ على أراضي يونَّان الحدودية بين 1380 و1388، وكانت قَضت على المقاومة المحلية بحلول منتصف أربعينيات القرن الخامس عشر. سيطرت بورما على ولايات شان (كانت تضُم الأراضي التي هي حاليًّا: ولاية شان وولاية كاشين وولاية كاية) في 1557 حين غزا الملك بينانغ (من أسرة تونغو) جميع ولايات شان. لم تُرسم الحدود قط (بالمعنى المعاصر للرسم)، وكان شَوْفانِيُّو (زعماء) شان المحليون عند المناطق الحدودية يقدِّمون الترافيد (العطايا) للجانبين. انقلب الوضع لصالح الصين في ثلاثينيات القرن الثامن عشر، حين قررت أسرة تشينغ فرض سيطرة أكبر على مناطق يونَّان الحدودية، في حين اضمحلت السلطة البورمية اضمحلالًا كبيرًا بوقوع أسرة تونغو.

### توحيد تشينغ للأراضي الحدودية (ثلاثينيات القرن الثامن عشر)
في البداية قُوبلت مساعي تشينغ لفرض سيطرة أكبر على الحدود بمقاومة شرسة من الزعماء المحليين. في 1732 اندلعت عدة ثورات في شان بعدما فَرضت حكومة يونَّان ضرائب أعلى. وقد وحَّد زعماءُ المقاومة الناسَ في شان بأن قالوا: «الأرض أرضنا، والماء ماؤنا، فلْنحرث بنفسنا، ولنأكل من صنعنا. ولا علينا تَرْفِيد حكومة أجنبية». وفي يوليو 1732 حاصر جيش شانِيّ -أغلبه محليون جَبَليون- حامية تشينغ في مدينة بوير 90 يومًا. فردَّت حكومة يونَّان بأن أرسلت قوة كاسحة قوامها نحو 5,000 مقاتل، ورفعت الحصار. وواصل جيش تشينغ تقدُّمه غربًا، لكن لم يستطع إخضاع المقاومة المحلية. وأخيرًا غيَّر قادة تشينغ الميدانيون تكتيكاتهم، إذ حالفوا شَوفانيِّين محايدين ومنحوهم رُتَبًا وسلطات تشينغية، منها مناصب في «القوات القياسية الخضراء» ومناصب قيادية إقليمية. ولإتمام الاتفاقات سافر شخصيًّا ثالث القيادات اليونَّانية رتبةً إلى سيماو لعقد احتفالية ولاء. بحلول منتصف ثلاثينيات القرن الثامن عشر كان ميل شَوفانيِّي الحدود الذين كانوا يُرفِّدون الجانبين يزداد إلى الجانب التشينغي الأقوى. وفي عام 1735 (الذي تربع فيه تشيان لونغ على عرش الصين) أعلن 10 شَوفانيِّين تأييدهم لتشينغ. وقد امتدت الولايات المضمومة من موغانغ وبهامو بولاية كاشين الحالية إلى ولاية هسنوي (ثينّي) وكينغتونغ (كياينغتونغ) في ولاية شان الحالية وسيبسونغبانا في يونَّان.
بينما كانت أسرة تشينغ تعزز قبضتها لدى الحدود، كانت أسرة تونغو تواجه غارات خارجية وتمردات داخلية، بلا قدرة على ردّها. وفي الثلاثينيات واجهت غارات الميتيِّين التي تعمقت في بورما العليا. وفي 1740 ثار شعب المون الساكن بورما السفلى، وأسس «مملكة هانتاوادي المستعادة». وبمنتصف الأربعينيات كانت سلطة الملك البورمي قد تلاشى معظمها. وفي 1752 أطاحت قوات مملكة هانتاوادي المستعادة بأسرة تونغو، واستحوذت على إيفا.
كانت تشينغ حينئذ مسيطِرة على الأراضي الحدودية السابقة بلا منازع. وفي 1752 أصدر الإمبراطور «مرسوم الترافيد الإمبراطوري التشينغي» الذي أوجب دراسة جميع «البرابرة» الموجودين في سلطانه ودراسة طبيعتهم وثقافتهم وإعلام بكين بها.

### إحياء السلطة البورمية (خمسينيات القرن الثامن عشر وستينياته)
في 1752 قامت أسرة جديد تُدعى كونباونغ، وتحدت مملكة هانتاوادي المستعادة، وحاولت توحيد معظم المملكة من جديد في 1758. وفي 1758–1759 أرسل الملك ألاونغبايا (مؤسس الأسرة) حملة إلى ولايات شان البُعدَى (التي كانت أسرة تشينغ قد ضمَّتها على مدى عقدين سابقين، والتي كانت حيث ولاية كاشين وشمال ولاية شان وشرقها حاليًّا) لإحياء السلطة البورمية. وأما ولايات شان القُربى فتُغُلِّب عليها في 1754. قيل إن ثلاثة من شَوفانيِّي «ولايات شان البُعدى» العشرة (موغانغ وبهامو وهسنوي) هربوا هم وقوّاتهم إلى يونَّان وحاولوا إقناع مسؤولي تشينغ بغزو بورما. وهرب أيضًا ابن أخي شَوفاني كينغتونغ وأتباعه.
أبلغت حكومة يونَّان الإمبراطور بالأخبار في 1759، فأصدر بلاط تشينغ مرسومًا إمبراطوريًّا بإعادة الغزو. في البداية حاول مسؤولو يونَّان -الذين كانوا يرون أنْ «لا يُخضع البرابرةَ إلا برابرة»- حل المشكلة بدعم الشَوفانيين المنشقين، لكن لم ينجح هذا. في 1764 كانت قبضة الجيش البورمي -الذي كان في سبيله إلى سيام- تحتكم أكثر وأكثر حول الأراضي الحدودية، واشتكى الشَوفانيون إلى الصين. فعيّن الإمبراطور الوزيرَ ليو زاو (وزيرًا عالِمًا محترمًا في العاصمة) لحل المشكلة. قدّر ليو في كونمينغ أن الاعتماد على قوات تاي شان غير كاف، وضرورة إرسال القوات القياسية الخضراء.

## الغزو الأول (1765–1766)
في أوائل 1765 رحل جيش من 20,000 مقاتل بورمي قوي من كينغتونغ إلى سيام، لغزوة بورمية أخرى بقيادة ني ميو تيهاپات. وفي غياب الجيش البورمي الرئيس، اتَّخذ ليو من خلافات تجارية تافهة بين تجار صينيين وبورميين عذرًا لغزو كينغتونغ في ديسمبر 1765. كان الغزاة 3,500 جندي من القوات القياسية الخضراء إلى جانب قوات تاي شان. وقد حاصروا كينغتونغ، لكن لم يفُتّوا في عضد القوات البورمية المخضرمة الموجودة في حامية كينغتونغ تحت قيادة ني ميو سيثو. كسر البورميون الحصار وطاردوا الغزاة إلى بريفيكتوس بوير، وهنالك هزموهم. وترك ني ميو سيثو الحامية مغزَّزة، وعاد إلى إيفا في إبريل 1766.
حاول الحاكم ليو إخفاء ما حصل من فرط حرجه. وحين ارتاب الإمبراطور، استدعى ليو فورًا وخفض رتبته. لكن لم يَنصَع ليو، وإنما انتحر بأن شق حلقه بسكِّين، وكتب والدم سائل من عنقه: «ليس إلى رد فضل الإمبراطور سبيل. أستحق الموت بجريمتي». كان شائعًا في الصين التشينغية هذا النوع من الانتحار بعد ارتكاب أخطاء بيروقراطية، ومع ذلك قيل إن انتحار ليو أغضب الإمبراطور، وحينئذ صار التغلب على البورميين مسألة هيبة وشرف إمبراطوريَّين. وعيَّن الإمبراطور يانغ ينجغو، وهو ضابط حدودي ذو خبرة من خدمته في غوانزو وسنجان.

## الغزو الثاني (1766–1767)
وصل يانغ في صيف 1766 لتولي القيادة. وعلى عكس ليو الذي غزا كينغتونغ البعيدة عن قلب بورما، صمم يانغ على ضرب بورما العليا مباشرة. وقيل إنه خطط أن يضع العرش البورمي بين يدي مُطالِب تشينغي. المسار الذي اعتمده يانغ للغزو كان عبر بهامو ونهر إيراوادي وصولًا إلى إيفا. وقد علم البورميون مسار الغزو مقدمًا، فتجهزوا. خطط هسينبيوشين جذْب الصينيين إلى الأراضي البورمية، ثم محاصرتهم. أُمر القائد البورمي الميداني بالامندين بتسليم بهامو، والمكث في حصن بورمي في كاونغتون، على بعد عدة أميال من جنوب بهامو لدى إيراوادي. تجهز الحصن بقوات مدفعية خصوصية، بقيادة مدفعيِّين فرنسيين (كانوا أُسروا في معركة ثانلين عام 1756). ولتعزيزهم أُمر جيش آخر يقوده مَها ثِيها ثُورا -وكان في حامية بورمية في أقصى شرق كينغهونغ (جينغهونغ حاليًّا في يونَّان)- بالمضي إلى بهامو عبر ولايات شان الشمالية.

### فخ بهامو–كاونغتون
وكما خُطِّط، تغلبت قوات تشينغ على بهامو في ديسمبر 1766، وأقامت قاعدة ذخيرة. ثم مضت قدمًا لحصار حامية كاونغتون البورمية، لكن دفاعات بالامندين صدت الهجوم الصيني المتكرر. وفي نفس الوقت أحدق بالصينيين جيشان بورميّان، واحد يقوده مَها سيثو، والآخر يقوده ني ميو سيثو. ووصل جيش مَها ثيها ثورا أيضًا وتركز قرب بهامو لإغلاق طريق الهرب إلى يونَّان.
والذي زاد وضع الصينيين سوءًا عدم استعدادهم للقتال في طقس بورما العليا الاستوائي. وقد قيل إن ألوفًا منهم ماتوا بالكوليرا والملاريا والزحار. بل ذكر تقرير تشينغي أن المرض أمات 800 من كل ألف، وأنهك 100 آخرين. وبعدما أخذ الضَّعف الجيشَ الصيني، هجم البورميون، واسترَد ني ميو سيثو مدينة بهامو بسهولة.

## الاستشهادات
1. 1 2  Dai 2004، صفحة 145.
2. ↑  Giersch 2006، صفحات 101–110.
3. ↑  Whiting 2002، صفحات 480–481.
4. ↑  Hall 1960، صفحات 27–29.
5. ↑  Giersch 2006، صفحة 103.
6. ↑  Harvey 1925، صفحة 254–258.
7. ↑  Woodside 2002، صفحات 256–262.
8. ↑  Fernquest 2006، صفحات 61–63.
9. ↑  Phayre 1884، صفحات 191–192, 201.
10. ↑  Giersch 2006، صفحات 59–80.
11. ↑  Giersch 2006، صفحات 99–100.
12. 1 2  Giersch 2006، صفحة 68.
13. 1 2  Myint-U 2006، صفحات 100–101.
14. ↑  Phayre 1884، صفحات 191–192,201.
15. ↑  Phayre 1884، صفحة 192.
16. ↑  Kyaw Thet 1962، صفحات 310–314.
17. ↑  Harvey 1925، صفحة 250.
18. ↑  Htin Aung 1967، صفحات 177–178.